# Т-28
Т-28 је био совјетски средњи вишекуполни тенк. Прототип је произведен 1931. године а серијска производња је започела 1932. године. Т-28 је био тенк намењен за подршку пешадији приликом пробоја утврђених положаја. Било је планирано да се током борбених дејстава употребљава заједно са већим и тежим Т-35 са којим је имао доста заједничких компоненти.

## Развој
Т-28 је развијен 1932. године у Заводу Киров, у Бољшевичкој фабрици, у Лењинграду. Након почетних испитивања закључено је да је тенк слабо наоружан због чега је првобитни топ калибра 45 mm замењен топом калибра 76,2 mm. Први примерак уведен је у употребу у Црвеној армији 11. августа 1933. године.
Када је донета одлука да се отпочне са серијском производњом, производња је поверена Путиловљевој црвеној фабрици, зато што су капацитети Бољшевичке фабрике били у потпуности ангажовани на производњи лаког тенка Т-26. Прва произведена серија од 10 возила учествовала је 1933. године на Првомајској паради у Москви.
Током 1938. Т-28 претрпео је додатне модификације. Постојећи топ чија је дужина цеви износила 16.5 калибара, замењен је топом Л-10 са дужином цеви од 26 калибара. Ова верзија носила је ознаку Т-28 Об.1938.

## Опрема
Т-28 је имао једну велику куполу у којој је било смештен топ калибра 76.2 mm и две мање куполе са митраљезима калибра 7.62 mm. Током 8 година колико је трајала производња од 1933. до 1940. године произведено је укупно 503 примерка.

## Оперативна историја
Т-28 је коришћен током руске инвазије на Пољску, Зимског рата и у кратком сукобу са Јапаном 1939. године. На почетку Зимског рата Т-28 је коришћен за директне нападе на финске утврђене положаје. Током ових операција установљено је да је оклопна заштита тенка недовољна због чега је покренут програм за његово побољшање. Дебљина предње оклопне плоче је са 50 mm повећана на 80 mm, док је дебљина бочног и задњег оклопа повећана на 40 mm. Ова побољшана варијанта тенка Т-28 учествовала је у пробоју утврђених финских положаја на Манерхајмовој линији. Убрзо затим производња је обустављена јер је предност дата новом руском тенку Т-34. Највећи број тенкова Т-28 је изгубљен у борбама током прва два месеца од почетка немачког напада на СССР.
Финци су Т-28 звали "Postivaunu" („поштански вагон“ или поштанска кочија), надимак који су наводно почели да користе када је у једном уништеном совјетском тенку откривено да је посада користила поштанске џакове како би повећала заштиту тенка. Још једно објашњење је да је високи профил тенка Финце подсећао на поштанску кочију која је коришћена на „дивљем западу“ САД. Финци су заробили 10 тенкова Т-28 током Зимског и Продуженог рата и користили су их све до 1944. год.
Данас постоји пет очуваних примерака овог тенка. Четири се налазе у Финској, а један у Москви.

## Варијанте
- Т-28
- Т-28А – са дебљим оклопом
- Т-28Б – са топом дуже цеви
- Т-28Ц – са ојачаним оклопом
- ОТ-28 – верзија са бацачем пламена
- Т-28 Модел 1934 – главни производни модел са истим куполама као на тешком тенку Т-35 и топом Модел 27/32 76.2 mm.
- Т-28 Модел 1938 – верзија са побољшаним топом Л-10 76.2 mm, побољшаном стабилизацијом главног наоружања и побошљаним мотором Модел М-17Л.
- Т-28Е – модел са додатним оклопом настао 1940. године на основу лоших искустава из Финске. Укупна дебљина предњег оклопа повећана је на 80 mm, тежина на 32 t, а максимална брзина је смањена на 23 km/h.
- Т-28 Модел 1940 – последња произведена серија од 12 тенкова која је имала исту конусну куполу као последња верзија тенка Т-35.

## Експерименталне верзије
Неколико самоходних топова, ИТ-28 мостоносац и инжињеријско возило са ваљком за разминирање, тестирани су на шасији тенка Т-28 али ни једно није ушло у серијску производњу. Т-29 је био прототип средњег тенка са оклопном надградњом тенка Т-28 базираној на шасији БТ тенка – каснија варијанта овог тенка разматрана је за учествовање на конкурсу који је довео до настанка Т-34 али је до тада већ била застарела (не треба је мешати са пројектом Гроте тенка који је такође имао ознаку Т-29).

## Оцена
Иако је Т-28 оправдано сматран застарелим до 1941. године, важно је имати у виду да је Црвена армија прве тенкове тог типа увела у наоружању још 1933. године у време када је најбројнији тенк у саставу француске армије био Рено ФТ-17 и када Вермахт уопште није имао тенкове. Ни једна армија неколико наредних година неће имати у серијској производњи тенк који би се могао упоредити са Т-28.
Т-28 је за своје време имао неколико напредних решења, укључујући радио уређај (у свим тенковима) и постоље за против-авионски митраљез. Непосредно пред почетак Другог светског рата, многе варијанте овог тенка добиле су јачи оклоп чиме су биле равноправне са немачким тенком Панцер IV.
Поред одређених предности Т-28 је имао и значајне недостатке. Његово вешање је било изузетно лоше, али многи од система вешања који су примењивани на тенковима током Другог светског рата још увек нису били развијени. Мотор и трансмисија су такође били проблематични. Највећи недостатак овог тенка је свакако била чињеница да није био погодан за модернизацију. Иако су се Т-28 и ранији модели Панцера IV могли поредити по питању оклопне заштите и ватрене моћи, Панцер IV је био далеко повољнији за модернизацију што му је омогућило да остане у употреби до краја Другог светског рата, док је Т-28 био застарео већ на самом почетку сукоба.
У време када је Т-28 по први пут учествовао у борбама током 1939. године време га је већ било прегазило. Током тридесетих година 20. века развијени су први поуздани системи вешања који су омогућили брзо кретање тенкова по терену, развијени су први наменски антитенковски топови и постепено је повећана ватрена моћ тенкова. Искуства из Шпанског грађанског рата показала су да пешадијске јединице наоружане малим, вучним против-тенковским топовима могу да униште било који савремени тенк због чега су слабије оклопљени тенкови, почетком тридесетих година постали изразито рањиви.

## Корисници
- Совјетски Савез
- Финска